# Siegfried Franz (Fußballspieler)
Siegfried Franz (* 24. Juli 1944 in Kunzendorf (Schlesien); † 30. April 2019 in Dresden) war ein deutscher Fußballtorhüter. Er spielte für die BSG Stahl Eisenhüttenstadt und Energie Cottbus in der DDR-Oberliga.

## Karriere
Franz spielte in seiner Jugend von 1954 bis 1964 bei der BSG Chemie Schwarzheide. Danach war er für drei Jahre bei der ASG Vorwärts Cottbus, bevor er 1968 zur BSG Energie Cottbus wechselte, die in der zweitklassigen DDR-Liga spielte. Bereits in seiner ersten Saison kam er 1967/68 auf 15 Einsätze und 1968/69 sogar auf 27. 1969 wurde Franz von der BSG Stahl Eisenhüttenstadt verpflichtet, die in die DDR-Oberliga aufgestiegen war. In der Spielzeit 1969/70 kam er zu zwei Einsätzen, bevor Eisenhüttenstadt wieder abstieg. 1972 kehrte Franz zurück zu Energie Cottbus. Nach neun Spielen in der DDR-Liga sowie Einsätzen in der Aufstiegsrunde gelang ihm mit Cottbus der Sprung in die DDR-Oberliga. Dort kam er in der Saison 1973/74 zu 21 Einsätzen. Nach dem direkten Wiederabstieg kam er nur noch auf fünf Spiele. 1975 wechselte Franz zur BSG Empor HO Cottbus, wo er seine Karriere 1981 beendete.
Franz war während seiner Zeit bei Empor Spielertrainer. Auch danach wirkte er bei mehreren Vereinen als Co- oder Torwarttrainer sowie bei Jugendmannschaften als Cheftrainer.